# Книги, запрещённые в США в XIX веке
Кни́ги, запрещённые в США в XIX ве́ке, — литературные произведения (преимущественно, романы, а также повести и поэмы), запрещённые к распространению, продаже и покупке на территории Соединённых Штатов Америки в период с 1801 по 1900 годы по григорианскому календарю. Принятый в обход гарантирующей свободу печатного слова первой поправки к Конституции Закон Комстока, ратифицированный 3 марта 1873 года, фактически положил начало цензуре в стране.
После принятия закона многие классические произведения оказались под запретом, в том числе книги, которые впоследствии были признаны шедеврами мировой литературы. В лексикографическом порядке в статье представлены не только официально попавшие под действие «Закона Комстока» книги, но и произведения, запрещённые к распространению де-факто. Список составлен на основе источников, указанных в разделе «Литература».

## Закон Комстока и «Тест Хиклина»
Первый крупный законодательный акт, официально утвердивший возможности для запрещения той или иной книги к изданию и распространению, был принят 3 марта 1873 года и сменил «Почтовый акт» 1872 года; закон был разработан Энтони Комстоком и назван в его честь. Согласного новому акту, почтовой службе запрещалось пересылать «непристойные, развратные или похотливые» книги и «любые статьи или вещи, направленные на предотвращение зачатия»; в дополнение к этому закон Комстока запрещал использовать подобные материалы даже в образовательных целях. Принятие законов, которые могли бы ограничивать свободу слова, в том числе, печатного, было невозможно в соответствии с первой поправкой к Конституции, однако Комстоку удалось найти лазейку в законе.
Был введён федеральный закон, не вводивший цензуру де-факто, но запрещавший рассылку по почте материалов, которые классифицировались в качестве «предосудительных». Использование почты в подобных целях стало квалифицироваться как преступление. Наказанию в виде тюремного заключения подвергался отправитель, а предмет пересылки уничтожался. Таким образом, первая поправка к Конституции не нарушалась — хитрость же состояла в том, что в описываемое время без почты распространение книг было попросту невозможно.
Фактически, данный закон ввёл цензуру в США. В соответствии с принятым законом в отделения почты были направлены агенты, следившие за соблюдением акта. Уже в первый год было конфисковано более двухсот тысяч фотографий и рисунков, а также более ста тысяч экземпляров книг.
Современные историки называют «Закон Комстока» одним из наихудших случаев попрания «первой поправки к Конституции» за всю историю Соединённых Штатов Америки. В дополнение к самому «Закону Комстока» активно использовался так называемый «Тест Хиклина», перенятый из английского права (дело под названием «Regina v. Hicklin», 1868). Согласно данному простому закону, «непристойным» можно было признать любой материал, который «развращает и разлагает умы тех, кто открыт для подобных безнравственных влияний и в чьи руки такой материал может попасть». На практике же использование данного теста означало, что любой текст можно было запретить, отталкиваясь даже от одного единственного предложения, вырванного из контекста. Преследованиям подвергались такие известные авторы, как, к примеру, Виктория Вудхулл (с подачи Комстока арестованная за издательскую деятельность), Бернард Шоу (пьесы которого регулярно подвергались нападкам Комстока), Маргарет Сэнгер (чья колумнистика находилась под пристальным вниманием Комстока) и многие другие.
По вопросу цензурного запрета книг ситуация оставалась неизменной вплоть до 30-х годов XX века, когда дело США против книги «Улисс» (в ходе которого было утверждено, что произведение нужно рассматривать целиком, а не анализируя её отдельные части) стало первым судебным прецедентом, положившим начало серии процессов, окончательно дискредитировавших «тест Хиклина» уже к 1957-му году и наметив курс общей либерализации судебной системы в отношении «непристойных» произведений.

## Книги, запрещённые в XIX веке

### Романы

#### Джуд Незаметный
«Джуд Незаметный» (англ. Jude the Obscure) — последний роман Томаса Харди, опубликованный в США в 1895 году. Роман посвящён молодому человеку Джуду, каменщику из маленького провинциального города, который мечтает стать учёным; он женится на давно добивавшейся его девушке — Арабелле, но вскоре избранница покидает его. Герой влюбляется в девушку по имени Сью; он знакомит её со своим бывшим школьным учителем, за которого она выходит замуж, однако, будучи влюблена в Джуда, чувствует себя несчастной в браке. Сью уходит от своего мужа к протагонисту романа, и они начинают жить вместе, вскоре обзаведясь двумя детьми (помимо этого, у Джуда есть ребёнок от первого брака). Далее события книги развиваются плачевно для обоих героев романа — первый сын Джуда убивает двух детей своего отца от Сью и кончает жизнь самоубийством. Спокойная жизнь семьи прерывается начавшейся цепью трагических событий.
Вскоре после публикации личность Харди завоевала скандальную известность. Роман и сам писатель подверглись многочисленным агрессивным нападкам со стороны литературных критиков и лично Э. Комстока, так что автору пришлось внести несколько корректив в текст произведения и даже сменить его название. Книга была изъята из многих библиотек страны.

#### Мадемуазель де Мопен
«Мадемуазе́ль де Мопе́н» (англ. Mademoiselle de Maupin) — роман французского поэта и критика Теофиля Готье, написанный в 1835 году. Роман повествует о жизни звезды французской оперы Жюли д’Обиньи (также известной как Мадемуазель де Мопен) в видоизменённой Готье форме. В интерпретации поэта история представляет собой любовный треугольник между д’Альбером и его госпожой Розеттой, влюблёнными в Жюли (которая, в переодетом виде, выдаёт себя за мужчину по имени Теодор).
Произведение подверглось критике за наличие множества чересчур эротических сцен в тексте. Несмотря на тот факт, что официально «Мадемуазель де Мопен» не попала в списки «предосудительных» изданий, с руки председателя нью-йоркского общества по искоренению порока Джона Самнера распространение книги было сильно ограничено. Книга была полностью оправдана только в 1918 году, после того, как американский издатель романа, Реймонд Халси (англ. Raymond Halsey), выиграл три дела в суде.

#### Молл Фландерс и Роксана
«Молль Флендерс» (англ. Moll Flanders) — роман английского писателя, публициста Даниеля Дефо, впервые опубликованный в Англии в 1722 году. Произведение рассказывает о молодой и привлекательной авантюристке и воровке, которая зарабатывает на жизнь, соблазняя мужчин.

Рокса́на. Счастли́вая куртиза́нка (англ. Roxana: The Fortunate Mistress) — роман, впервые опубликованный в 1724 году; книга посвящена перипетиям судьбы юной девушки, несколько раз выходящей замуж за людей разного социального статуса и даже становящейся проституткой.
За откровенный язык и наличие множества эротических сцен обе книги попали в списки запрещённых изданий в 1873 году. «Молл Фландерс» попала под действие «Закона Комстока». На протяжении нескольких десятилетий неоднократно предпринимались попытки оправдать романы, однако ни одна из них не достигла желаемого результата. Произведения Дефо прочно утвердились в сознании правозащитников в качестве «порнографических». Запрет с публикации произведений был снят только в 1930 году.

#### Приключения Гекльберри Финна
«Приключе́ния Ге́кльберри Фи́нна» (англ. The Adventures Of Huckleberry Finn) — роман Марка Твена, изданный в 1884 году. Главный герой произведения, мальчик по имени Гекльберри Финн вместе с беглым рабом Джимом спускается на плоту по реке Миссисипи. В ходе приключения двух друзей на пути им встречаются двое путников — мелкие жулики Герцог и Король, которые впоследствии продадут Джима в рабство. Гекльберри решает освободить своего товарища, и вместе с новым спутником (и старым другом) — Томом Сойером — они организовывают побег заключённого. Ниже представлены иллюстрации к первому изданию книги.
Впервые под запрет книга попала в Бостоне, где идеи Комстока и его последователей нашли особо благодатную почву. Роман был объявлен «грубой и неэлегантной книгой, предназначенной для отребья», и запрещён в Массачусетсе. Язык, которым было написано произведение, был обозначен безнравственным, использующим грубый и невежественный диалект, изобилующий топорными выражениями. В заключение было сказано, что книга может потенциально произвести пагубное воздействие на молодых читателей. Основные гонения на книгу датированы уже XX веком — в 1902 роман был запрещён Денверской публичной библиотекой и Бруклинской публичной библиотекой, а спустя пятьдесят лет споры вокруг произведения Твена вспыхнули с новой силой, в этот раз на волне антирасистских кампаний.

#### Трильби
«Три́льби» (англ. Trilby) — роман Джорджа Дюморье, впервые опубликованный в 1895 году. Сюжет романа описывает современную Дюморье артистическую среду, богему. Главными героями являются три художника, снимающие одну квартирку в Париже, к которым часто наведываются на светскую беседу различные гости. Большая часть произведения посвящена быту и повседневному времяпрепровождению людей свободных профессий — музыкантов, артистов и художников, их совместным вечеринкам, попойкам и любовным приключениям.
Поначалу завоевавший большую популярность среди американских читателей, роман подвергся нападкам критики от властей Филадельфии и лично Комстока, требовавших изъять произведение из городских библиотек, что в конечном итоге и произошло.

#### Триумф смерти
«Триу́мф сме́рти» (англ. The Triumph of Death) — роман итальянского писателя Габриэлле Д’Аннунцио, опубликованный в 1894 году. Автобиографическое произведение повествует о любви молодого человека к девушке по имени Эльвира. Роман сочетает в себе чередующиеся сцены эротического характера и депрессивные описания состояния протагониста, находящегося на грани отчаянья. Помимо этого, сюжетная линия содержит описание любви двух других персонажей — Джорджа и Ипполиты.
Книга начала подвергаться гонениям со стороны официальных властей в 1897 году с подачи Э. Комстока, к которому попала в руки копия произведения. Суд над издателями романа проходил в этом же году в Нью-Йорке. Множество критиков присутствовали на слушании, готовые выступить в защиту «Триумфа смерти», однако решением судьи литературная экспертиза не была назначена. Единогласным решением судей роман был признан не удовлетворяющим критериям «предосудительности», однако Комсток продолжил попытки добиться запрета произведения, для чего отправился в Нью-Джерси, где надеялся найти более лояльных судей, однако аналогично потерпел неудачу.

#### Тэсс из рода д’Эрбервиллей
«Тэсс из ро́да д’Эрберви́ллей» (англ. Tess of the d'Urbervilles) — роман Томаса Харди, опубликованный в 1891 году. Книга повествует о молодой бедной девушке Тэсс Дарбейфилд, в жизни которой происходят значительные перемены, когда её отец узнаёт, что их семья состоит в дальнем родстве с богатым и знатным родом д’Эрбервиллей.
Ещё на территории Великобритании Харди столкнулся с большим количеством трудностей, ища издателя для романа; журналы, которые принимали главы произведения, вносили значительные корректорские правки в оригинальный текст. От множества издательств автор получал отказ по причине широкого освещения в тексте аспектов сексуальной жизни и приписываемого автору сексистскому взгляду на женщин. В США роман впервые появился в июле 1891 года в издании Harper’s Magazine; автором текст был несколько изменён, несколько сцен были вырезаны, чтобы читатели и критики не восприняли роман «непристойным». Недовольство официальных властей, однако, взяло своё — в том же году книга была вычеркнута из перечней нескольких общественных библиотек Англии, а вслед за этим запрещена и в Бостоне. Книга была оправдана только в 1958 году.

#### Фанни Хилл. Мемуары женщины для утех
«Фанни Хилл. Мемуары женщины для утех» (англ. Memoirs of a Woman of Pleasure) — эротический роман Джона Клеланда, впервые изданный в Великобритании в 1748 году. Книга написана от первого лица в виде двух писем Францес (Фанни) Хилл некой неназванной Мадам. Главная героиня романа — 15-летняя девочка, живущая в Ливерпуле, потерявшая обоих родителей. Подружка Фанни, Эстер, уговаривает её последовать своему примеру и перебраться в крупный город — Лондон. Протагонистка соглашается, однако подруга бросает её одну незамедлительно по прибытии. В мегаполисе Фанни встречает богатую и влиятельную миссис Браун, владелицу публичного дома, и попадает под её опеку. Так начинаются приключения Фанни Хилл, под покровительством Браун становящейся проституткой, а затем содержанкой для разных господ. Ниже представлены иллюстрации художника Эдуарда Анри Авриля к французскому изданию 1887 года.
Книга была написана в период, когда Клеланд находился в заключении в долговой тюрьме в Лондоне. Литературными критиками данное произведение рассматривается в качестве первого англоязычного порнографического романа
. Название книги (в сокращенном варианте просто «Фанни Хилл») стало синонимом непристойности. На территории Соединённых Штатов Америки книга была запрещена к публикации в 1821 году; это было первое в истории США дело по запрещению книги по причине её «непристойности». В ходе судебного слушания, проходившего в городе Массачусетс, обвинения были предъявлены издателю романа, Питеру Холмсу (англ. Peter Holmes); Холмс был обвинён в порче, развращении и разрушении нравственности молодёжи. После рассмотрения апелляции издателя судья заключил, что Холмс — «скандальная и злонамеренная личность», которая стремится «обольстить и растлить» мирных граждан и «внушить им похотливые желания», а что касается содержания романа, «изданная книга так непотребна, омерзительна и непристойна, что для суда оскорбительно даже её упоминание в документах». Роман не прошёл по «тесту Хиклина» и был признан непристойным. Произведение запрещено было печатать, продавать, покупать или распространять.
Книга была оправдана только в 1966 году; судебное решение, оправдавшее «Фанни Хилл», стало судьбоносным для американской литературы — вслед за ним последовали публикации скандальных «Любовника леди Чаттерлей» Дэвида Лоуренса, «Тропика Рака» Генри Миллера и ряда других. 

Следует иметь в виду, что секс и непристойность — не одно и то же. Непристойное произведение — это такое произведение, которое использует секс для возбуждения похоти. Изображение же секса, даже весьма откровенное, например в живописи, литературе или научных трудах, само по себе не служит основанием лишать данное произведение конституционной защиты от посягательства на свободу слова и печати. Секс, великая и таинственная сила, оказывающая воздействие на человеческую жизнь, бесспорно, вызывает глубокий интерес у человечества на протяжении веков; он является одной из существеннейших сторон человеческого бытия и общественной заботы.
Судебное решение, на принятие которого ушло более двух недель, содержало многостраничный отчёт о романе Клеланда и признало его полностью невиновным в «оскорблении общественного вкуса и морали». Помимо этого, процесс над «Фанни Хилл» привёл к началу разработок трёхстороннего теста (появится он, впрочем, только в 1973-м), которому было суждено прийти на смену «Тесту Хиклина» после известного дела «Рот против Соединённых Штатов Америки».

### Повести

#### Крейцерова соната
«Кре́йцерова сона́та» — повесть классика русской литературы Льва Николаевича Толстого, впервые опубликованная в 1889 году и сразу подвергнутая цензуре царскими властями. Главный герой повести, Позднышев, рассказывает историю своей жизни и распутной молодости. Рассказчик описывает события, приведшие его к убийству собственной жены, — решивший в пользу семейного счастья придерживаться сексуальных отношений исключительно со своей избранницей, Позднышев внезапно осознаёт, что брак не есть нечто приятное, а наоборот — нечто тяжёлое. Герой узнаёт, что его жена восхищена скрипачом, с которым они вместе играют «Крейцерову сонату» Людвига ван Бетховена; однажды возвратившись домой, он застаёт любовников вместе и кинжалом убивает жену.
Незамедлительно после выпуска на территории Российской Империи, «Крейцерова соната» разошлась в переводах по миру и для многих зарубежных читателей стала первым знакомством с творчеством Толстого. В сущности, официального постановления суда по запрету произведения на территории США не произошло, однако «соната» снискала достаточно сомнительную репутацию; c порицанием «Крейцовой сонаты» выступила переводчица Толстого Изабель Флоренс Хэпгуд со страниц нью-йоркского журнала The Nation. С подачи Э. Комстока Почтовая служба США запретила в конце июля 1890 года рассылку газет, в которых было напечатано произведение. Среди основных претензий к Толстому было обвинение его в «порнографичности», поскольку «соната» изобиловала описаниями проституции, плотских утех, прелюбодеяний и похоти. Позднее президент Теодор Рузвельт назвал Толстого «сексуальным и моральным извращенцем» (англ. sexual and moral pervert).
Стоит отметить, однако, что несмотря на то, что распространение «Крейцеровой сонаты» было затруднено из-за ареста, наложенного почтовой службой, судья, рассматривавший возможность официального запрета на продажу книги, произведение «непристойным» не счёл.

### Поэзия

#### Листья травы
«Ли́стья травы́» (англ. Leaves of Grass) — поэтический сборник американского поэта Уолта Уитмена, впервые опубликованный самим автором в США в 1855 году. Первая, оригинальная версия сборника состояла из двенадцати поэм. В последующих изданиях (которые выходили на протяжении тридцати лет) Уитменом сборник дополнялся новыми произведениями. Последнее прижизненное издание «Листьев травы» содержало четыре сотни стихов. Главной темой книги стал смысл человеческого бытия, идеи о единстве духа и плоти, размышления о преобразованиях форм жизни, мысли о смерти и перерождении. Особое влияние на стихи сборника оказали философия Ральфа Эмерсона и идеи об «утопическом социализме».
1 марта 1882 года окружной прокурор Бостона Оливер Стивенс (англ. Oliver Stevens) в письме издателю Уитмена Джеймсу Осгуду писал, что считает необходимым запретить распространение «Листьев травы» и изъять уже напечатанные копии из продажи. Книга была запрещена к публикации бостонским судом по обвинению в откровенно сексуальном языке; было предъявлено требование об удалении из произведения ряда абзацев. Уитмен отклонил требование и изъявил несогласие с решением по его книге, однако Осгуд отказался выпускать дополнительный тираж без внесения правок, которые поэт не принял. Год спустя автору удалось найти нового издателя — «Rees Welsh & Company», которые выпустили «Листья травы» в новой редакции в 1882 году. Уитмен верил, что споры вокруг содержания сборника только подстегнут продажи, и оказался прав — первый же тираж разошелся в один день. Попавший под действие «Закона Комстока», вплоть до 1892 года сборник был официально запрещён к продаже в Бостоне и неофициально — в Филадельфии и Нью-Йорке. Один из издателей произведения, Эзра Хейвуд, в соответствии с «Законом Комстока» был арестован за продажу «Листьев травы», однако обвинение было отменено.